# Mark Tobey
Mark George Tobey (Centerville, Wisconsin, 11 de desembre de 1890 – Basilea, 24 d'abril de 1976) va ser un pintor estatunidenc. La seva obra, altament estructurada i amb composicions inspirades en la cal·ligrafia asiàtica, l'aproximaren a l'expressionisme abstracte, per bé que a nivell filosòfic i conceptual Tobey diferia força de la resta de pintors expressionistes abstractes. Àmpliament reconegut als Estats Units i Europa, Tobey és el més destacat entre «els pintors místics del nord-oest» i va fundar —junt amb Guy Anderson, Kenneth Callahan, Morris Graves i William Cumming— l'Escola del Nord-oest, un moviment artístic focalitzat a la zona de Seattle que va arribar al seu punt culminant entre la dècada dels anys 30 i 40 del segle xx.
Especialment interessat en la cal·ligrafia xinesa i la pintura zen, Tobey era un artista essencialment autodidacta, que havia rebut les primeres nocions artístiques a l'Art Institute of Chicago i que, a partir de 1935 va desenvolupar una pintura meditativa constituïda d'un formigueig de senyals. Viatger incansable i convertit a la Fe bahà'í, Tobey va visitar Mèxic, Europa, Palestina, Israel, Turquia, el Líban, la Xina i el Japó, per bé que va residir a Seattle bona part de la seva vida abans de traslladar-se a Basilea amb la seva parella, lloc on Tobey morí l'any 1976.

## Estètica i influències
Tobey destaca per l'anomenada «escriptura blanca», una superposició de símbols cal·ligràfics blancs o de colors clars sobre un camp abstracte que al seu torn acostuma a estar compost per milers de pinzellades entrellaçades. Aquest mètode el va conduir a una tècnica pictòrica («all over»), especialment desenvolupada per Jackson Pollock. El treball de Tobey també s'ha definit com la creació d'un espai vibrant amb diversos graus de mobilitat, obtinguts mitjançant el moviment brownià d'un pinzell lleuger sobre un fons de diverses tonalitats i densitats  Entre les seves creacions destaca especialment la sèrie «Broadway», que precedeix una nova dimensió de la visió pictòrica, la de la contemplació en l'acció.

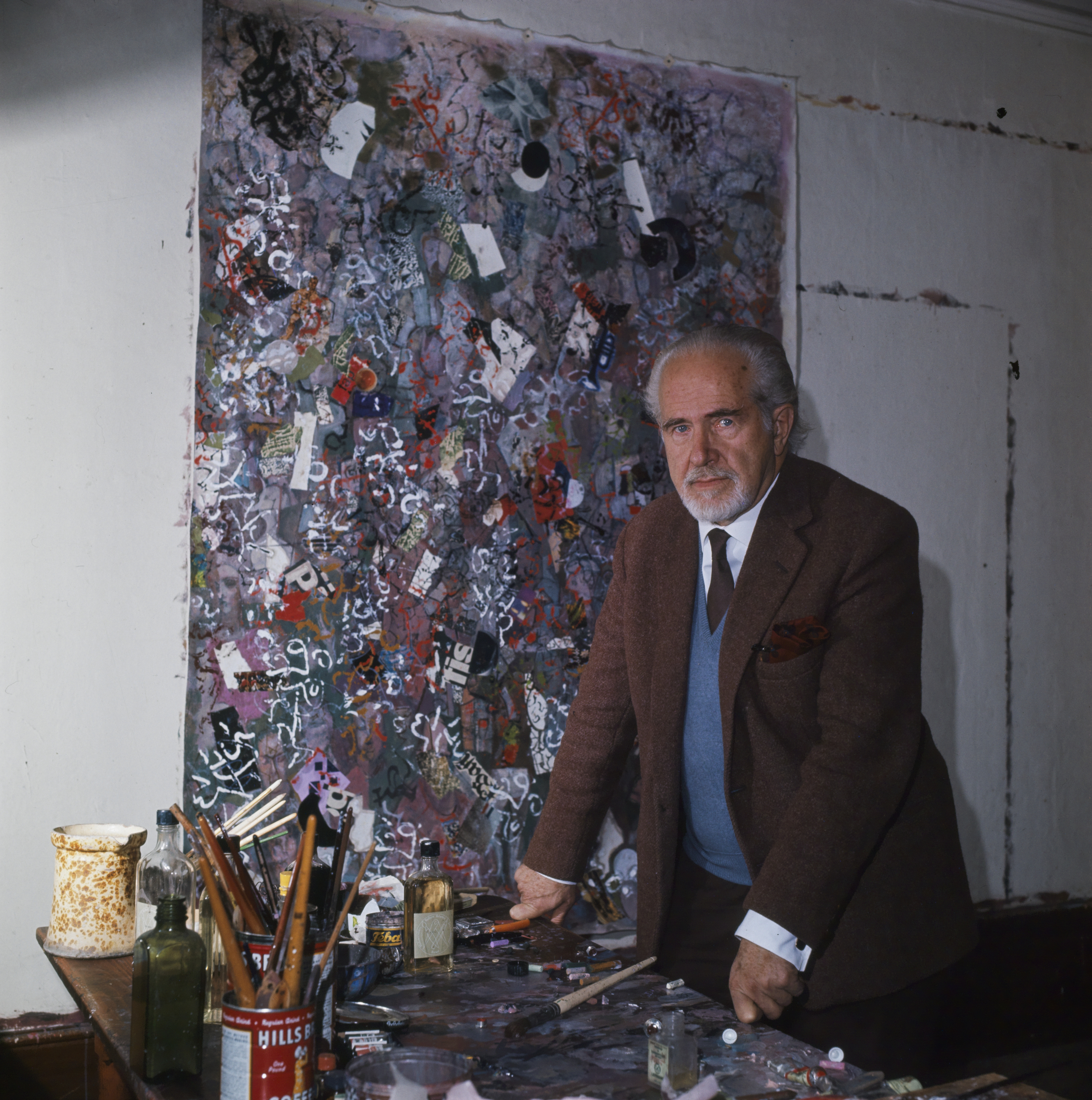
Mark Tobey al seu estudi de Zuric (1964).

En tant que Tobey era el més gran dels pintors místics del nord-oest, va exercir una clara influència en la resta dels membres de l'Escola del Nord-oest, especialment en Graves. Tobey va estudiar piano i teoria de la música amb John Cage per, posteriorment, ésser ell mateix qui influenciés Cage en les seves creacions. D'altra banda, Helmi Juvonen, una artista de l'Escola del Nord-oest, estava obsessionada amb Tobey fins a tal punt que fou diagnosticada com una maníaca depressiva que creia estar casada amb Tobey, per bé era manifest que l'artista era gai.
L'obra de Tobey està inspirada per la seva implicació en la fe bahà'í, i la seva implicació en aquest sistema de creences el portà a realitzar quatre litografies que actualment decoren l'entrada de la seu de la cort suprema de la fe bahà'í.